# Wyomingbecken

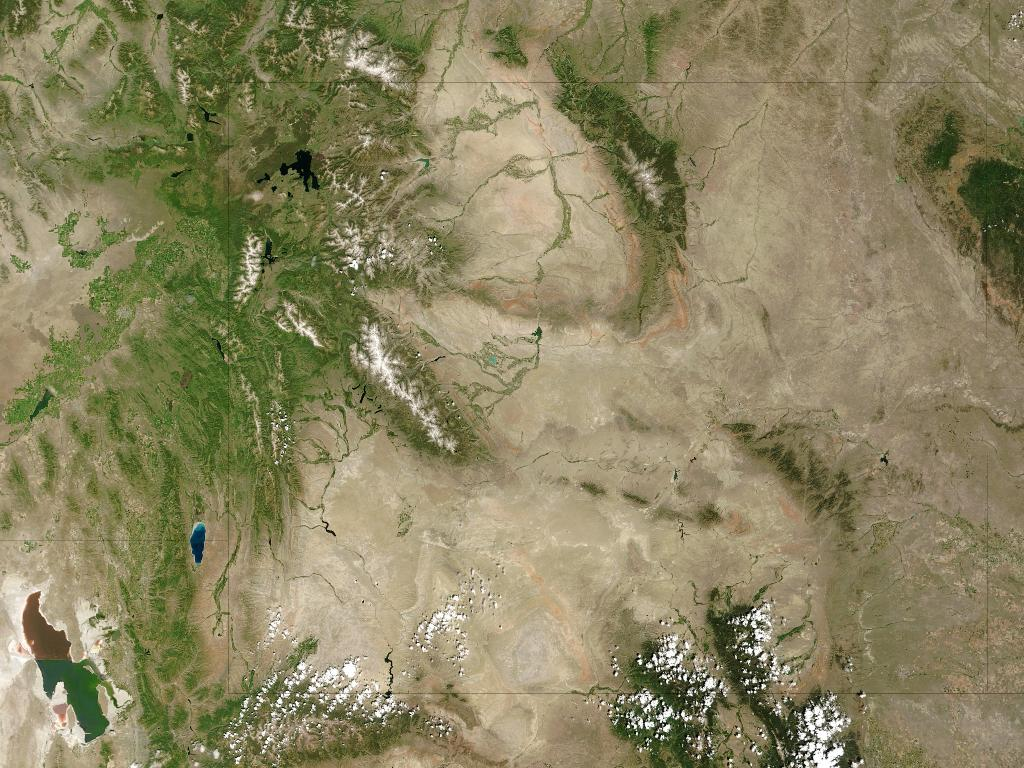
Das Wyomingbecken

Das Wyomingbecken (engl. Wyoming Basin) ist eine aride Beckenlandschaft im zentralen bis nordwestlichen Teil der Vereinigten Staaten von Amerika. Es nimmt fast zwei Drittel des US-Bundesstaates Wyoming ein und trennt in der Hauptsache die – überwiegend in Colorado gelegenen – südlichen Rocky Mountains von den zentralen Rocky Mountains, die sich von Nordwestwyoming in Richtung Kanada erstrecken. Das rund 140.000 km² große Becken liegt im Regenschatten der Rockies auf einer Höhe von etwa 2000 Metern, fällt etwa ab dem Zentrum im nördlichen Verlauf kontinuierlich ab und erreicht an seiner nördlichen Grenze in Montana noch etwa 1300 Höhenmeter.
Der Großteil des intermontanen Beckens liegt im US-Bundesstaat Wyoming, wo es im Westen von den mittleren Rocky Mountains (Absaroka- und Wind River Range) und im Osten von den Bighorn- sowie den Laramie Mountains begrenzt wird. Die südwestliche und südliche Grenze liegt überwiegend in einem der Nachbarstaaten; im Südwesten reicht das Wyomingbecken bis zur Bear River Range in Idaho und Utah sowie bis zu den Uinta Mountains in Utah und Colorado. Weiter östlich bilden Park Range und Medicine Bow Mountains die südlichen sowie das Laramiegebirge schließlich die südöstlichste Begrenzung des Wyomingbeckens. Dabei erstreckt es sich im zwischen Park Range und Medicine Bow Mountains gelegene Flusstal des North Platte River bis zur Rabbit Ears Range abermals bis nach Colorado.
Das Wyomingbecken ist eine weite Steppenlandschaft, die vor allem von Wüstenbeifuß (Sagebrush), Weizengräsern und Shadscales, strauchartigen Steppengewächsen, dominiert und immer wieder von größeren Hügellandschaften bzw. kleineren Bergketten unterbrochen wird. Insbesondere im südlichen und südwestlichen Teil umfasst das Becken aber auch größere Gebiete fruchtlosen Bodens und spärlicher Vegetation; dazu zählt insbesondere das abflusslose Great Divide Basin in Wyomings "Roter Wüste" (Red Desert) mit seinen zahlreichen Sanddünen und Salztonebenen. Es bildet die einzig größere Region im Becken, die von keinem der drei Flusssysteme (Green River, Bighorn River und North Platte River) bewässert wird. Im nördlichen Teil sorgen dagegen künstliche Bewässerungssysteme für ein größeres Maß an landwirtschaftlicher Nutzung.
Koordinaten: 42° 31′ 24,3″ N, 109° 39′ 9″ W